# Памятник Ленину (Смоленск)
Памятник Ленину в Смоленске — памятник, установленный в 1967 году на центральной площади Смоленска (площади Ленина).

## Местонахождение и внешний вид
Памятник находится на площади Ленина перед Домом Советов. Является идейно-композиционным центром площади. Памятник изготовлен из красного гранита, а стилобат — из полированных блоков. Общая высота памятника — 9 метров, высота одной скульптуры — 6,5 метров. Скульптура Ленина в полный рост установлена на невысоком постаменте со ступенчатым стилобатом. Ленин в памятнике представлен идущим навстречу ветру: у него распахнуто пальто и поднят воротник. Общая пластика памятника энергичная и обобщённая, с крупными плоскостями. Постамент представляет собой монолитную гранитную глыбу с резкими асимметричными выступами. На постаменте выгравирована надпись: «В. Ульянов (Ленин)»

## История
Памятник был сооружён в 1967 году, во время празднования 50-летней годовщины Октябрьской революции. Скульптором памятника стал Лев Кербель, архитектором — Борис Тхор.
Это памятник культурного наследия России; его номер на информационном сайте Министерства культуры Российской Федерации: 6710012000
.